# Anisodes ustipennis
Anisodes ustipennis là một loài bướm đêm trong họ Geometridae.